# Alopecosa striatipes
Alopecosa striatipes este o specie de păianjeni din genul Alopecosa, familia Lycosidae. A fost descrisă pentru prima dată de C. L. Koch, 1839. Conform Catalogue of Life specia Alopecosa striatipes nu are subspecii cunoscute.